# Dylan Groenewegen
Dylan Groenewegen (født 21. juni 1993) er en hollandsk cykelrytter, der kører for UCI World Tour-holdet Team Jayco AlUla.
I 2020 var han genstand for stor opmærksomhed efter at have forårsaget et voldsomt styrt under Polen Rundt, der sendte Fabio Jakobsen på hospitalet i en lang periode. Han blev udelukket fra cykelsporten i ni måneder, og hans første løb efter karantænen var Giro d’Italia 2021.

## Meritter
2013
Ronde van Noord-Holland
Kernen Omloop Echt-Susteren
2014
2. etape, Normandiet Rundt
Flandern Rundt - U23
Rund um Düren
2015
Arnhem-Veenendaal Classic
Brussels Cycling Classic
2016
3. etape, Volta a la Comunitat Valenciana
1. etape, Driedaagse van West-Vlaanderen
1. etape, Tour de Yorkshire
Heistse Pijl
Rund um Köln
3. etape, Ster ZLM Toer
Hollandsk mester i landevejsløb
Arnhem-Veenendaal Classic
4. etape, Tour of Britain
1. etape, Eneco Tour
Tour de l'Eurométropole
2017
1. etape, Tour de Yorkshire
2. og 4. etape, Tour of Norway
2. og 3. etape, Ster ZLM Toer
21. etape, Tour de France
7. etape, Tour of Britain
5. etape, Tour of Guangxi
2018
Kuurne-Bruxelles-Kuurne
Arnhem-Veenendaal Classic
Kampioenschap van Vlaanderen
7. og 8. etape Tour de France
1., 3. og 4. etape Tour of Norway
1. og 4. etape Volta ao Algarve
2. etape Paris-Nice
1. etape Tour of Guangxi
1. etape Dubai Tour
2. etape Tour of Slovenia
2019
Tre dage ved Panne
Tacx Pro Classic
1., 2. og 3. etape Fire dage ved Dunkerque
1., 3. og 5. etape Tour of Britain
2. (TTT) og 7. etape Tour de France
1. og 2. etape Paris Nice
4. etape Volta ao Algarve
5. etape Volta a la Comunitat Valenciana
1. og 2. etape samt vinder af pointtrøjen Ster ZLM Toer
2020
1. og 3. etape samt vinder af pointtrøjen Volta a la Comunitat Valenciana
4. etape UAE Tour
2021
1. etape Tour de Wallonie
2022
3. etape af Tour de France